# Clitoria australis
Clitoria australis är en ärtväxtart som beskrevs av George Bentham. Clitoria australis ingår i släktet Clitoria, och familjen ärtväxter. Inga underarter finns listade i Catalogue of Life.